# Brahms Inlet
Das Brahms Inlet ist eine vereiste, 40 km lange und 10 km breite Bucht an der Nordküste der Beethoven-Halbinsel auf der westantarktischen Alexander-I.-Insel. Sie liegt zwischen der westlich gelegenen Harris- und der Derocher-Halbinsel im Osten. Das Inlet wird durch das Brahms-Schelfeis eingenommen.
Eine erste Kartierung und Luftaufnahmen entstanden bei der US-amerikanischen Ronne Antarctic Research Expedition (1947–1948). Der britische Geograph Derek Searle vom Falkland Islands Dependencies Survey verwendete 1960 diese Luftaufnahmen für eine neuerliche Kartierung. Das UK Antarctic Place-Names Committee benannte das Inlet am 2. März 1961 nach dem deutschen Komponisten Johannes Brahms (1833–1897).